# Aafje Heynis
Aafje Heynis (Krommenie, Països Baixos, 2 de maig de 1924 - Huizen, Països Baixos, 16 de desembre de 2015) va ser una contralt neerlandesa, especialista en recitals de lied i música barroca. També fou professora de cant i tècnica vocal.

## Biografia i formació
Nasqué a Krommenie, Zaanstad, als Països Baixos, i des de petita cantà a l'harmònium amb el seu pare i en el cor infantil de la seva localitat, a més d'estudiar piano. El director del cor l'animà a prendre classes de cant; tindria com a professora la soprano Aaltje Noorderwier-Reddingius, el baríton Laurens Bogtman, i sobretot la gran contralt Kathleen Ferrier, amb la qual van establir una mena de rivalitat artística.

## Carrera professional
L'èxit li va arribar el 1948 quan interpretà la Rapsòdia per a contralt de Johannes Brahms en el Concertgebouw d'Amsterdam, dirigida per Eduard van Beinum. La seva carrera es va centrar en el lied, l'oratori, la música barroca (Georg Friedrich Haendel, Felix Mendelssohn i Claudio Monteverdi) i també Gustav Mahler. De les seves interpretacions destaquen l'oratori Passió segons Sant Mateu, de Johann Sebastian Bach, la Segona Simfonia de Mahler i la ja esmentada Rapsòdia de Brahms.
La carrera de Heynis va consistir en infinitat de concerts en esglésies, representacions de la Passió de Sant Mateu de Bach, de la Missa en si menor, cantates, recitals de cançons, espirituals i no gaires vegades òpera. Va ser una eminent intèrpret de Brahms, Bach, Händel, Mendelssohn, Beethoven, Schubert, Frank Martin, Alphons Diepenbrock... i una gran divulgadora del repertori liederístic de Gustav Mahler; també estrenà obra d'autors contemporanis, especialment de Frank Martin. Aafje Heynis va treballar al llarg de la seva carrera amb molts directors de renom, com Eduard van Beinum, Bernard Haitink –del qual era col·laboradora habitual– Eugen Jochum, Otto Klemperer, Antal Dorati, Igor Markévitx, Erich Kleiber i Charles Munch. Va fer gires per tot Europa, Índia i Indonèsia i diversos enregistraments per a Philips (Vivaldi, Bach, Mahler, Händel, Brahms...). El 1961 va ser guardonada amb el Premi Harriet Cohen de música i una rosa del te, hibridada per la botànica Buisman el 1964, va rebre el seu nom. Es retirà el 1984. És una de les cantants i professores de veu més estimades dels Països Baixos.

### Zaan 1945
El 1945, quan els Països Baixos van ser alliberats de l'ocupació alemanya, el poble de Zaan va esclatar de goig i alguns veïns van treure un piano al carrer per tocar. Van demanar aleshores a una jove Aafje Heynis que cantés. Ella va interpretar Dank sei dir, Herr, de Haendel, i tots els presents es van posar a plorar emocionats. Ella mateixa va comentar després que mai no ho havia pogut tornar a cantar amb la mateixa inspiració d'aquell moment.